# We are Part of Culture

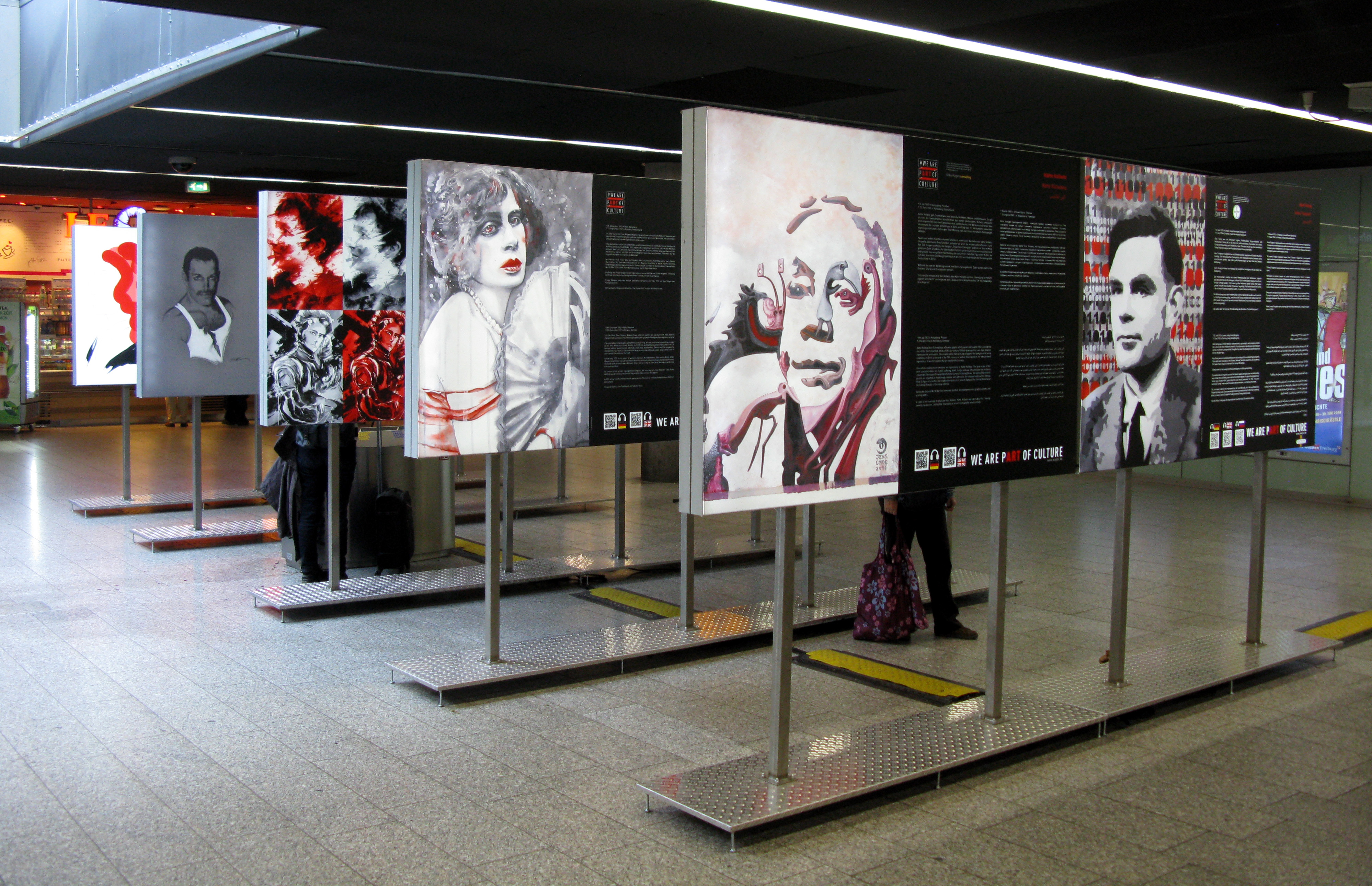
Ausstellung im Hauptbahnhof von Freiburg im Breisgau

WE ARE PART OF CULTURE (WAPOC), Untertitel Der prägende Beitrag von LGBTIQ* an der gesellschaftlichen Entwicklung Europas ist eine Kunstausstellung des gemeinnützigen Projekt 100 % Mensch, die als Wanderausstellung konzipiert wurde und in den Jahren 2017 bis 2019 in Bahnhöfen der Deutschen Bahn gezeigt wurde. Im Vorwort zum Ausstellungskatalog erläuterte Bundesministerin Katarina Barley, die Ausstellung zeige „außergewöhnliche Lebenswege, die Pionierarbeiten sowie die wissenschaftlichen und kulturellen Leistungen von lesbischen, schwulen, bisexuellen, trans und intergeschlechtlichen (LSBTI) Personen.“
Die Kunstausstellung WE ARE PART OF CULTURE zeigte über 40 LGBTIQ*-Persönlichkeiten von der Antike bis ins 20. Jahrhundert, welche die europäische Gesellschaft und Kultur nachhaltig geprägt haben. Die Porträts der Persönlichkeiten, wie z. B. Virginia Woolf, Alan Turing, Friedrich II. von Preußen, Christina von Schweden, Lili Elbe und Selma Lagerlöf wurden von national und international bekannten Künstlerinnen und Künstlern wie z. B. Ralf König (Köln), Robert W. Richards (NY), Gerda Laufenberg (Köln), Anne Bengard (Berlin) speziell für die Ausstellung geschaffen. Die verwendeten Stilrichtungen von Tusche, Acryl, Stencil und Zeichnung bis zu Cartoon und Illustration sind dabei so vielfältig wie die vorgestellten Persönlichkeiten.

## Porträtierte Persönlichkeiten und Künstler
| Anita Augspurg                                       | Tanja Prill, Hamm                       |
| Lida Gustava Heymann                                 | Oliver Kahl und Tanja Prill, Hamm       |
| Hannah Höch                                          | Andreas Veitschegger, Bergisch Gladbach |
| Käthe Kollwitz                                       | Jens Emde, Köln                         |
| Selma Ottilia Lovisa Lagerlöf                        | Lars Deike, Berlin                      |
| Florence Nightingale                                 | Swen Marcel, Berlin                     |
| Ethel Smyth                                          | Katja Strube, Köln                      |
| Greta Garbo                                          | Robert W. Richards, New York            |
| Marlene Dietrich                                     | Robert W. Richards, New York            |
| Gertrud Bäumer                                       | Tobias Ecke, Berlin                     |
| Helene Lange                                         | Tobias Ecke, Berlin                     |
| Virginia Woolf                                       | Chris Fleming, New Castle               |
| Sappho                                               | Ralf König, Köln                        |
| Simone de Beauvoir                                   | Gerda Laufenberg, Köln                  |
| Charlotte Wolff                                      | Tobias Ecke, Berlin                     |
| Therese Giehse                                       | Felix Kindelán, Basel                   |
| Alexander der Große                                  | Ralf König, Köln                        |
| Sir Francis Bacon                                    | Felix Kindelán, Basel                   |
| Robert St. S. Baden-Powell                           | Katja Strube, Köln                      |
| Friedrich II von Preußen                             | Jens Emde, Köln                         |
| Magnus Hirschfeld                                    | Frank Maier, Stuttgart                  |
| John Maynard Keynes                                  | Robert Nippoldt, Münster                |
| Leonardo da Vinci                                    | Andreas Veitschegger, Bergisch Gladbach |
| Freddie Mercury                                      | Robert W. Richards, New York            |
| Friedrich Wilhelm von Steuben                        | Oliver Kahl und Tanja Prill, Hamm       |
| Peter Iljitsch Tschaikowski                          | Gerda Laufenberg, Köln                  |
| Alan Turing                                          | Chris Fleming, New Castle               |
| Karl Heinrich Ulrichs                                | Lars Deike, Berlin                      |
| Oscar Wilde                                          | Swen Marcel, Berlin                     |
| Thomas, Erika, Golo und Klaus Mann (Familienporträt) | Norbert Egdorf, Oldenburg               |
| James-Miranda Barry                                  | Anne Bengard, Berlin                    |
| Christina von Schweden                               | Jeanne Lessenich, Waldorf               |
| Chevalier d’Éon de Beaumont                          | Jeanne Lessenich, Waldorf               |
| Eduard Oberg                                         | Tobias Ecke, Berlin                     |
| Lili Elbe                                            | Anne Bengard, Berlin                    |

## Ausstellungsorte
Die Ausstellung startete am 27. September 2017 in Berlin und wurde danach in den Städten Frankfurt am Main, Köln, Düsseldorf, Duisburg, Essen, Bochum, Mainz, Dresden, Karlsruhe, Dortmund, Stuttgart, München, Münster, Mannheim, Berlin Ostbahnhof, Nürnberg und Freiburg gezeigt.

## Förderung
Die Ausstellung WE ARE PART OF CULTURE wurde von 2017 bis 2019 durch das Bundesministerium für Familie, Senioren, Frauen und Jugend im Rahmen des Bundesprogramms „Demokratie leben!“ und der Bundeszentrale für politische Bildung gefördert.